# Leiobunum
Leiobunum is een geslacht van hooiwagens uit de familie Sclerosomatidae.
De wetenschappelijke naam Leiobunum is voor het eerst geldig gepubliceerd door C.L. Koch in 1839. 

## Soorten
Leiobunum omvat de volgende 114 soorten:
- Leiobunum albigenium
- Leiobunum alvarezi
- Leiobunum anatolicum
- Leiobunum annulatum
- Leiobunum annulipes
- Leiobunum aurugineum
- Leiobunum bicolor
- Leiobunum bifrons
- Leiobunum bimaculatum
- Leiobunum biseriatum
- Leiobunum blackwalli
- Leiobunum bogerti
- Leiobunum bolivari
- Leiobunum bracchiolum
- Leiobunum bruchi
- Leiobunum brunnea
- Leiobunum calcar
- Leiobunum caporiacci
- Leiobunum coccineum
- Leiobunum colimae
- Leiobunum consimile
- Leiobunum crassipalpe
- Leiobunum cretatum
- Leiobunum cupreum
- Leiobunum curvipalpi
- Leiobunum cypricum
- Leiobunum davisi
- Leiobunum denticulatum
- Leiobunum depressum
- Leiobunum desertum
- Leiobunum dromedarium
- Leiobunum ephippiatum
- Leiobunum escondidum
- Leiobunum exillipes
- Leiobunum flavum
- Leiobunum formosum
- Leiobunum fuscum
- Leiobunum ghigii
- Leiobunum glabrum
- Leiobunum globosum
- Leiobunum gordoni
- Leiobunum gruberi
- Leiobunum guerreoensis
- Leiobunum hedini
- Leiobunum heinrichi
- Leiobunum hiasai
- Leiobunum hikocola
- Leiobunum hiraiwai
- Leiobunum holtae
- Leiobunum hongkongium
- Leiobunum hoogstraali
- Leiobunum humile
- Leiobunum insignitum
- Leiobunum insulare
- Leiobunum ischionotatum
- Leiobunum japanense
- Leiobunum japonicum
- Leiobunum knighti
- Leiobunum kohyai
- Leiobunum limbatum
- Leiobunum lindbergi
- Leiobunum longipes
- Leiobunum lusitanicum
- Leiobunum luteum
- Leiobunum manubriatum
- Leiobunum marmoratum
- Leiobunum maximum
- Leiobunum mesopunctatum
- Leiobunum metallicum
- Leiobunum mexicanum
- Leiobunum mirum
- Leiobunum montanum
- Leiobunum nigrigenum
- Leiobunum nigripalpe
- Leiobunum nigripes
- Leiobunum nigropalpi
- Leiobunum nycticorpum
- Leiobunum oharai
- Leiobunum paessleri
- Leiobunum patzquarum
- Leiobunum peninsulare
- Leiobunum politum
- Leiobunum potanini
- Leiobunum potosum
- Leiobunum relictum
- Leiobunum religiosum
- Leiobunum roseum
- Leiobunum rotundum
- Leiobunum royali
- Leiobunum rubrum
- Leiobunum rumelicum
- Leiobunum rupestre
- Leiobunum sadoense
- Leiobunum seriatum
- Leiobunum seriepunctatum
- Leiobunum simplum
- Leiobunum socialissimum (spelfout             "socialissium")
- Leiobunum soproniense
- Leiobunum speciosum
- Leiobunum supracheliceralis
- Leiobunum tamanum
- Leiobunum tascum
- Leiobunum tohokuense
- Leiobunum townsendi
- Leiobunum trimaculatum
- Leiobunum tsushimense
- Leiobunum uxioum
- Leiobunum ventricosum
- Leiobunum veracruzensis
- Leiobunum verrucosum
- Leiobunum viridorsum
- Leiobunum vittatum
- Leiobunum wegneri
- Leiobunum zimmermani